# Лук зайсанский
Лук зайсанский (лат. Allium zaissanicum) — вид однодольных растений рода Лук (Allium) семейства Амариллисовые (Amaryllidaceae). Впервые описан Ю. А. Котуховым в 2003 году.
Местное (казахское) название — «Зайсан жуасы».

## Распространение, описание
Эндемик Казахстана. Описан из Зайсанской котловины (гора Карабирюк, Северное Призайсанье). Произрастает в опустыненных степях. 
Стебель крепкий, высотой 20-30 см. Соцветие — шаровидный, плотный зонтик, несущий большое количество (88-157) цветков. Плод — коробочка; семена в них завязываются неравномерно. Возможно также вегетативное размножение.

## Замечания по охране
Вид нуждается в природоохранных мероприятиях в связи с сокращением численности его экземпляров. Основные угрозы существованию вида — выпас скота, неконтролируемая прокладка временных дорог. Попытки натурализовать вид в условиях Алтайского ботанического сада оказались безуспешными в силу несоответствия экологических условий г. Риддера требованиям вида: избыточная влажность, особенно застой талых вод, а также слабая инсоляция и недостаток тепла в весенне-летний период. 